# Teotônio Vilela Filho
Teotônio Brandão Vilela Filho GCM • ComMM (Viçosa, 29 de janeiro de 1951) é um economista e político brasileiro filiado ao Partido da Social Democracia Brasileira (PSDB). Por Alagoas, foi governador durante dois mandatos e senador por três.

## Biografia
É graduado em economia pela Universidade de Brasília. Filho do ex-senador Teotônio Vilela, ajudou a produzir o documentário sobre ele O Evangelho Segundo Teotônio.
Então filiado ao PMDB, elege-se senador em 1986, sendo o mais jovem candidato até então eleito para o cargo. Seria reeleito em 1994 e 2002. Migrou para o PSDB em 1988, onde se tornaria presidente nacional em 1996.
Em 1992 foi candidato a prefeito de Maceió e disputou o segundo turno, foi derrotado pelo prefeito eleito Ronaldo Lessa do PSB.
Em 1997, como senador, Teotônio foi admitido pelo presidente Fernando Henrique Cardoso à Ordem do Mérito Militar no grau de Comendador especial. Em 2000, foi admitido já no grau de Grã-Cruz à Ordem do Mérito, de Portugal.
Em 2006, candidata-se ao governo de Alagoas, com o apoio do ex-governador Ronaldo Lessa (PDT), que renunciara para disputar vaga no Senado Federal, tendo como vice o ex-secretário de saúde de Alagoas José Wanderley (PMDB). Elege-se em primeiro turno, vencendo o deputado federal e usineiro João Lyra (à época, no PTB). Seu primeiro suplente João Tenório cumpriu o restante do mandato no Senado. Em 2010, desta vez tendo como vice o ex-deputado federal José Thomaz Nonô (DEM), foi reeleito em segundo turno, com pequena vantagem sobre Lessa, que rompeu com o mesmo em 2007.
Em 2017 foi acusado de corrupção ativa pelo executivo da Odebrecht Alexandre Biselli, um dos delatores na Operação Lava Jato.